# Brasilianisches Heer
Das Brasilianische Heer (portugiesisch Exército Brasileiro) ist mit rund 214.000 Soldaten die größte Teilstreitkraft der brasilianischen Streitkräfte.

## Geschichte

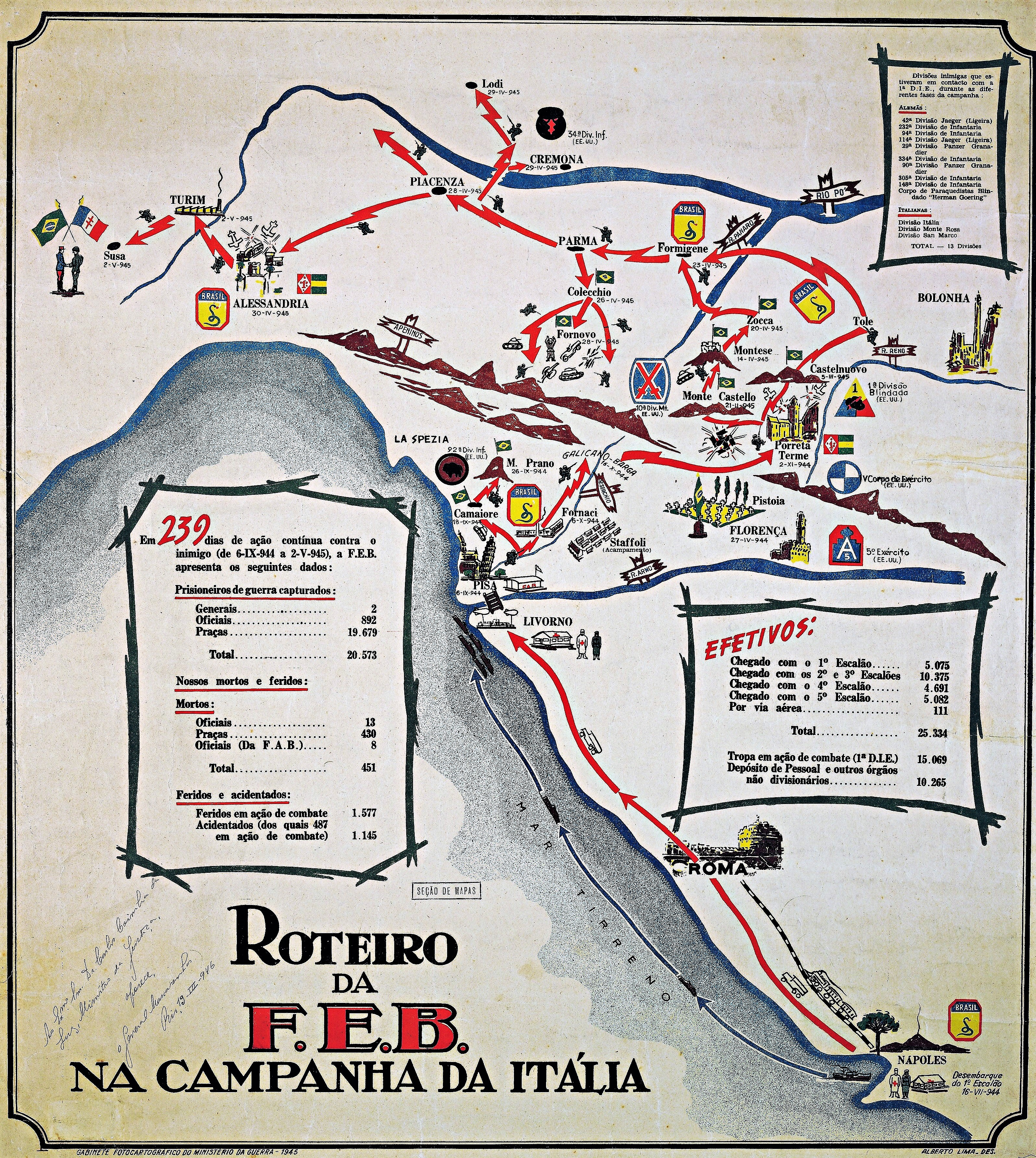
Übersichtskarte der Operationen des brasilianischen Heeres im Zweiten Weltkrieg in Italien

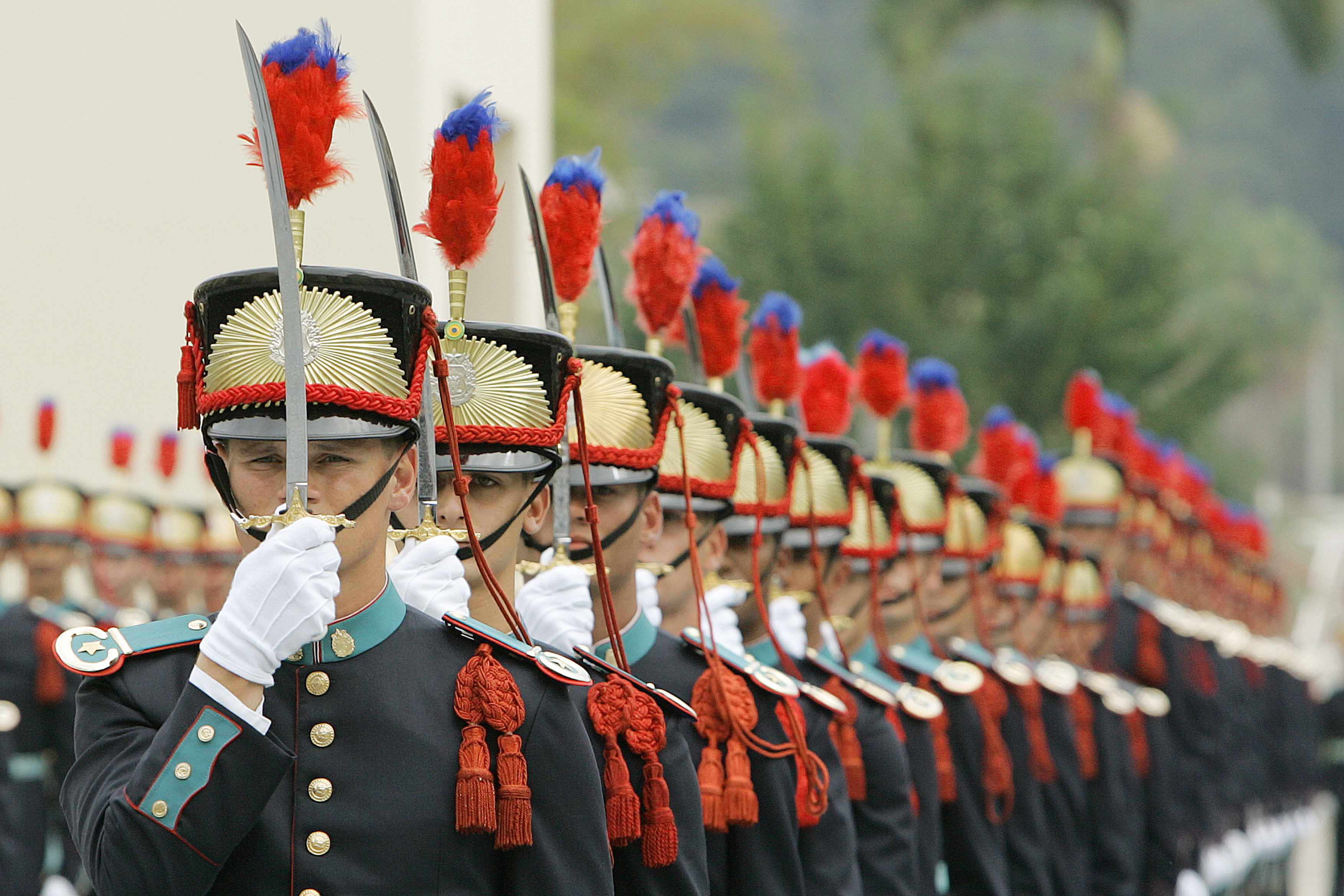
Kadetten der Academia Militar das Agulhas Negras

Während der Kolonialzeit als Estado do Brasil und während des Vereinigten Königreichs von Portugal, Brasilien und den Algarven waren in Brasilien überwiegend portugiesische Truppen präsent. Es wurden aber bereits mit der Gründung der Companhia Geral do Comércio do Brasil 1648/49 auch örtliche militärische Verbände gegründet. Durch den portugiesischen Premierminister Sebastião José de Carvalho e Melo erhielt der Generalmajor Johann Heinrich Böhm, seit dem 22. Juni 1767 Oberbefehlshaber aller portugiesischen Streitkräfte in der Kolonie Brasilien, den Auftrag, eine Reorganisation der brasilianischen Kolonialarmee nach dem Vorbild der in Portugal von Wilhelm von Schaumburg-Lippe durchgeführten Reformen umzusetzen. Kern der neuen Militärdoktrin war die Ertüchtigung der kolonialen Streitkräfte, um die Landesverteidigung auch ohne Hilfe des Mutterlandes gewährleisten zu können. Zu Böhms Plänen gehörten die Rückeroberung des Rio Grande do Sul und die Befestigung der Land- und Marinestützpunkte in Rio de Janeiro und auf der Insel Santa Catarina.
Mit der Unabhängigkeitserklärung von Portugal wurde im Jahr 1822 eine eigene Armee des Kaiserreichs Brasilien aufgestellt, das Kaiserliche Brasilianische Heer (Exército Imperial Brasileiro), das im Argentinisch-Brasilianischen Krieg 1825 bis 1828 seinen ersten größeren Kriegseinsatz erlebte. Das Heer bewährte sich auch im extrem blutigen Tripel-Allianz-Krieg Brasiliens, Argentiniens  und Uruguays gegen Paraguay (1864 bis 1870). Der Krieg endete mit der völligen Niederlage Paraguays. Nach der Republikgründung 1889 ging das Exército Imperial Brasileiro in das heutige Heer über.
Am Ersten Weltkrieg nahm Brasilien ab 1917 teil, nachdem mehrfach Handelsschiffe von deutschen U-Booten versenkt worden waren. Der Einsatz beschränkte sich allerdings hauptsächlich auf Kontroll- und Marineoperationen im Südatlantik.
Im Zweiten Weltkrieg kämpfte das brasilianische Heer mit einem Kontingent von 25.700 Mann ab September 1944 auf Seiten der Alliierten vorwiegend im Mittelmeerraum, insbesondere in Italien (siehe auch Brasilianisches Expeditionskorps in Europa).

## Gliederung

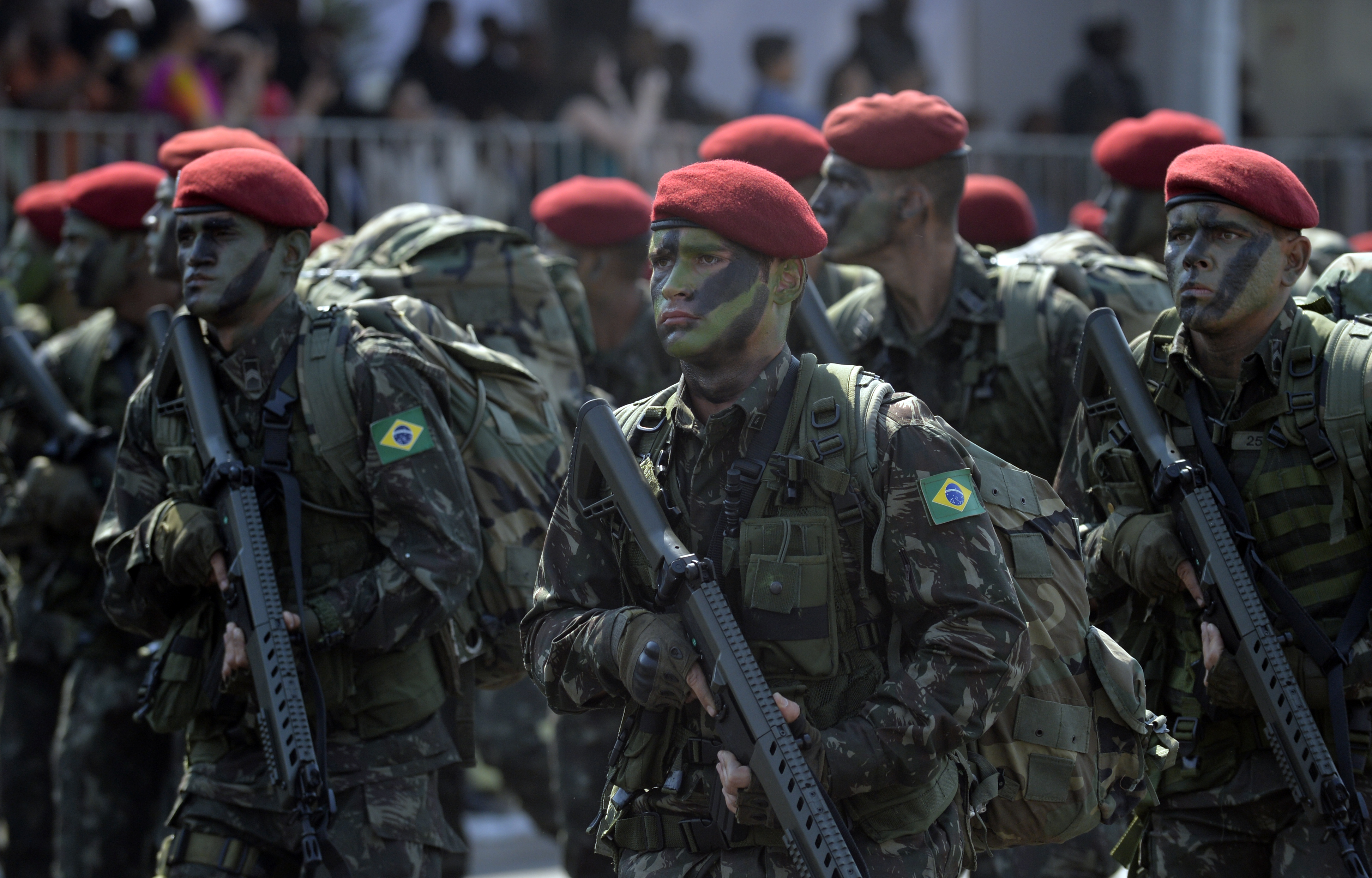
Brasilianische Armeesoldaten während einer Militärparade.

Das Heer verfügt insgesamt über 30 Brigaden, davon sind 14 Infanterie- und 8 Panzer- bzw. mechanisierte Brigaden. Die Geografie des Landes erfordert die Überwachung einer langen Grenzlinie und großer unbesiedelter Gebiete, was die Schwerpunktsetzung auf die Infanterie erklärt. Die Unzugänglichkeit eines Großteils der Grenzgebiete (Tropischer Regenwald, Gebirge) ermöglicht gleichzeitig den Verzicht auf eine starke Panzerwaffe. Rund 350 vorhandene Kampfpanzer (wie auch ein Großteil der rund 600 Artilleriegeschütze und die 1800 gepanzerten Fahrzeuge) waren zwischenzeitlich veraltet. So bilden der Leopard 1 und der M60 noch immer das Rückgrat der Panzertruppe. Abhilfe schuf die Beschaffung von 220 kampfwertgesteigerten Leopard 1A5 aus Beständen der Bundeswehr, so dass die Panzertruppe 2022 über 296 einigermaßen moderne Kampfpanzer verfügt. Der in den 1980er Jahren von Engesa entwickelte Kampfpanzer EE-T1 Osório kam aus finanziellen Gründen nie über den Prototypenstatus hinaus.
Die riesigen Regenwaldgebiete des Landes haben zu einer Spezialisierung der brasilianischen Infanterie auf den Dschungelkampf geführt. Fünf Brigaden des Heeres sind besonders dafür ausgebildet und ausgerüstet, zudem existiert eine eigene Dschungelkampfschule. Seit 1957 verfügt Brasilien auch über von den Vereinigten Staaten ausgebildete Spezialkräfte in Brigadestärke.

## Ausrüstung
Das Brasilianische Heer verfügt über folgende Ausrüstung:

### Fahrzeuge

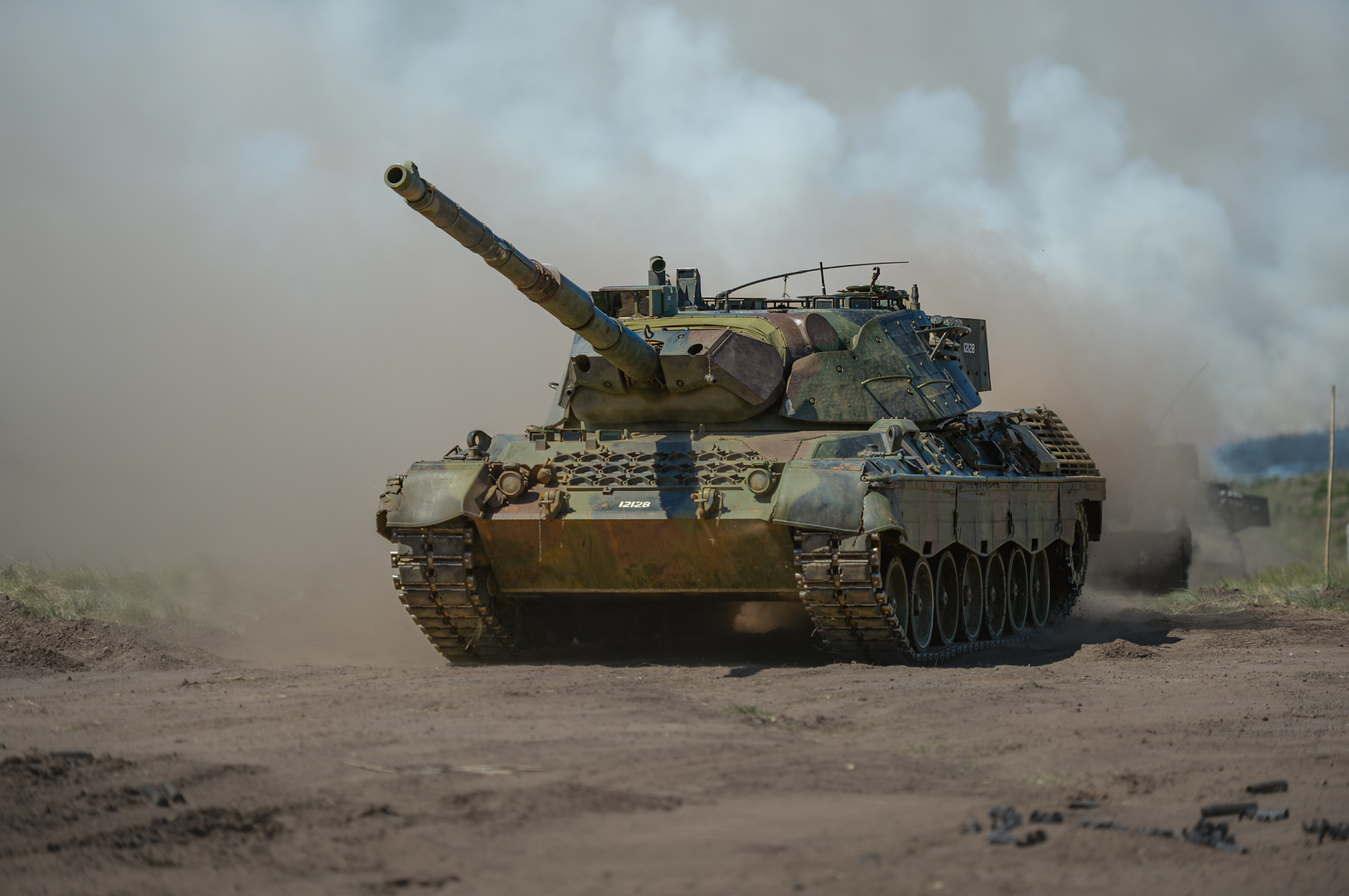
Brasilianischer Leopard 1 Kampfpanzer

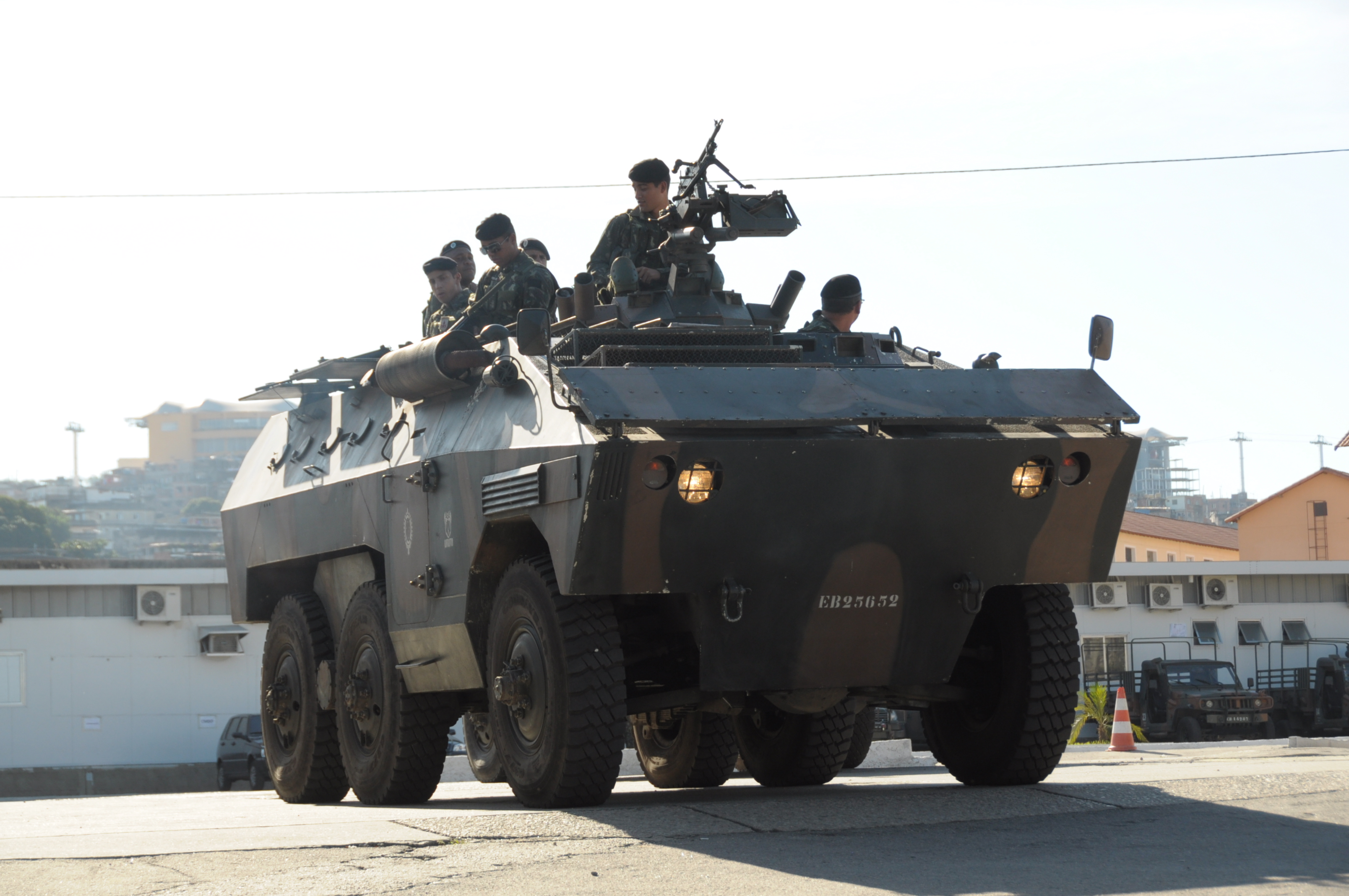
EE-11 Urutu

| Typ                                                  | Herkunft           | Funktion                             | Version      | Anzahl     | Anmerkungen         |
| ---------------------------------------------------- | ------------------ | ------------------------------------ | ------------ | ---------- | ------------------- |
| Leopard 1                                            | Deutschland        | Kampfpanzer                          | A1BEA5BR     | 41220      |                     |
| M60                                                  | Vereinigte Staaten | Kampfpanzer                          | A3           | 35         |                     |
| M41                                                  | Vereinigte Staaten | Leichter Panzer                      | C            | 50         |                     |
| Centauro                                             | Italien            | Schützenpanzer                       | II           | 2          | 96 bestellt         |
| EE-9 Cascavel                                        | Brasilien          | Spähpanzer                           |              | 408        |                     |
| VBTP-MR Guarani                                      | Brasilien          | SchützenpanzerMannschaftstransporter |              | 13ca. 575  |                     |
| M113                                                 | Vereinigte Staaten | Mannschaftstransporter               | A1BRA2M577A2 | 1983861264 |                     |
| EE-11 Urutu                                          | Brasilien          | Mannschaftstransporter               |              | 223        |                     |
| Iveco LMV                                            | Italien            | Mehrzweckfahrzeuge                   | LMV-BR       | 9          | Weitere 23 bestellt |
| Dachs                                                | Deutschland        | Pionierpanzer                        |              | 5          |                     |
| Greif                                                | Österreich         | Pionierpanzer                        |              |            |                     |
| Sabiex HART                                          | Belgien            | Pionierpanzer                        |              | 2          |                     |
| Bergepanzer 1                                        | Vereinigte Staaten | Bergepanzer                          |              | 4          |                     |
| Bergepanzer 2                                        | Deutschland        | Bergepanzer                          |              | 9          |                     |
| M578                                                 | Vereinigte Staaten | Bergepanzer                          |              |            |                     |
| Biber                                                | Deutschland        | Brückenlegepanzer                    |              | 5          |                     |
| XLP-10                                               | Brasilien          | Brückenlegepanzer                    |              |            |                     |
| Improved Ribbon Bridge SystemFloating Support Bridge | Vereinigte Staaten | Pontonbrücke                         |              |            | [ 5 ]               |

### Artillerie

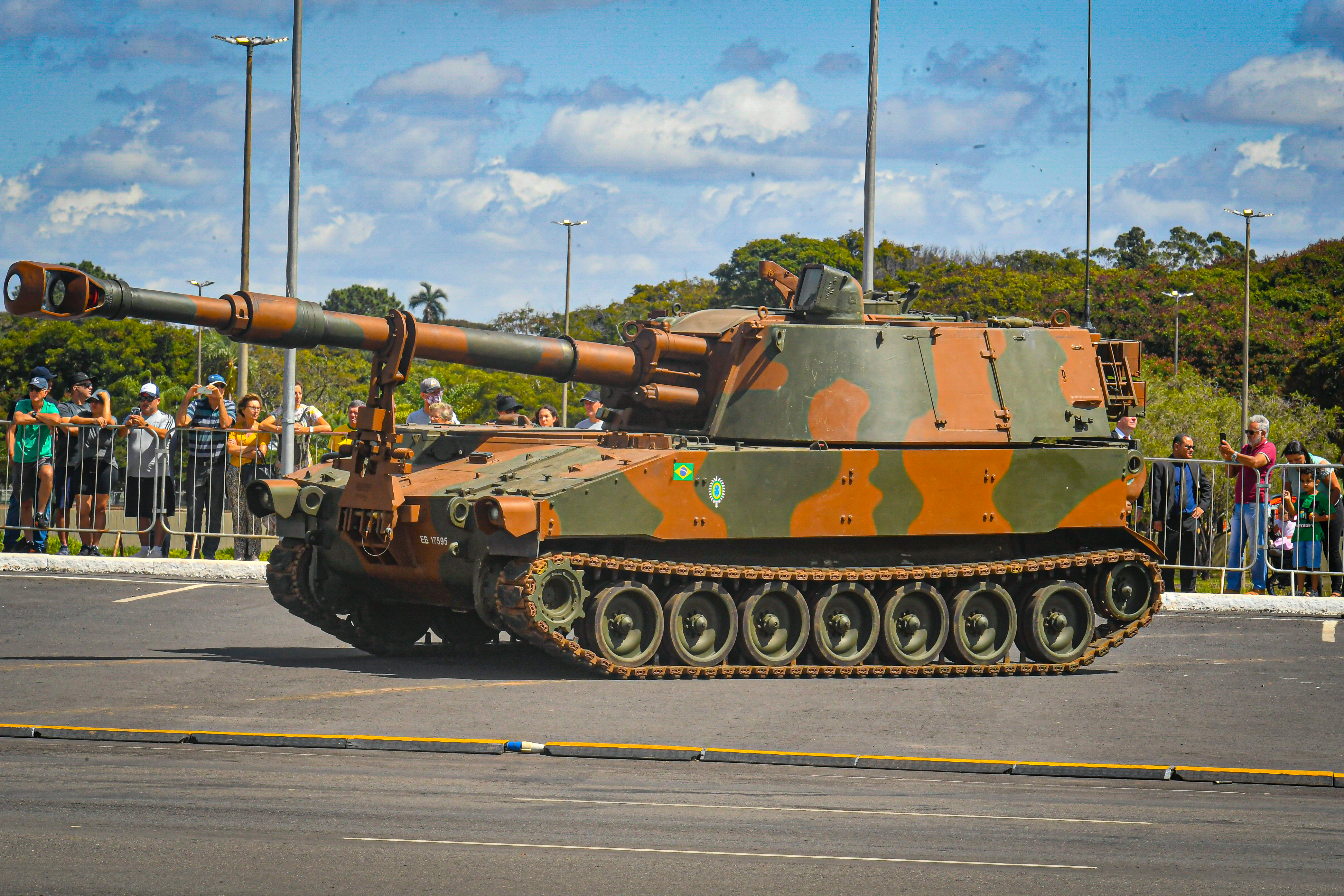
Panzerhaubitze M109 des brasilianischen Heeres

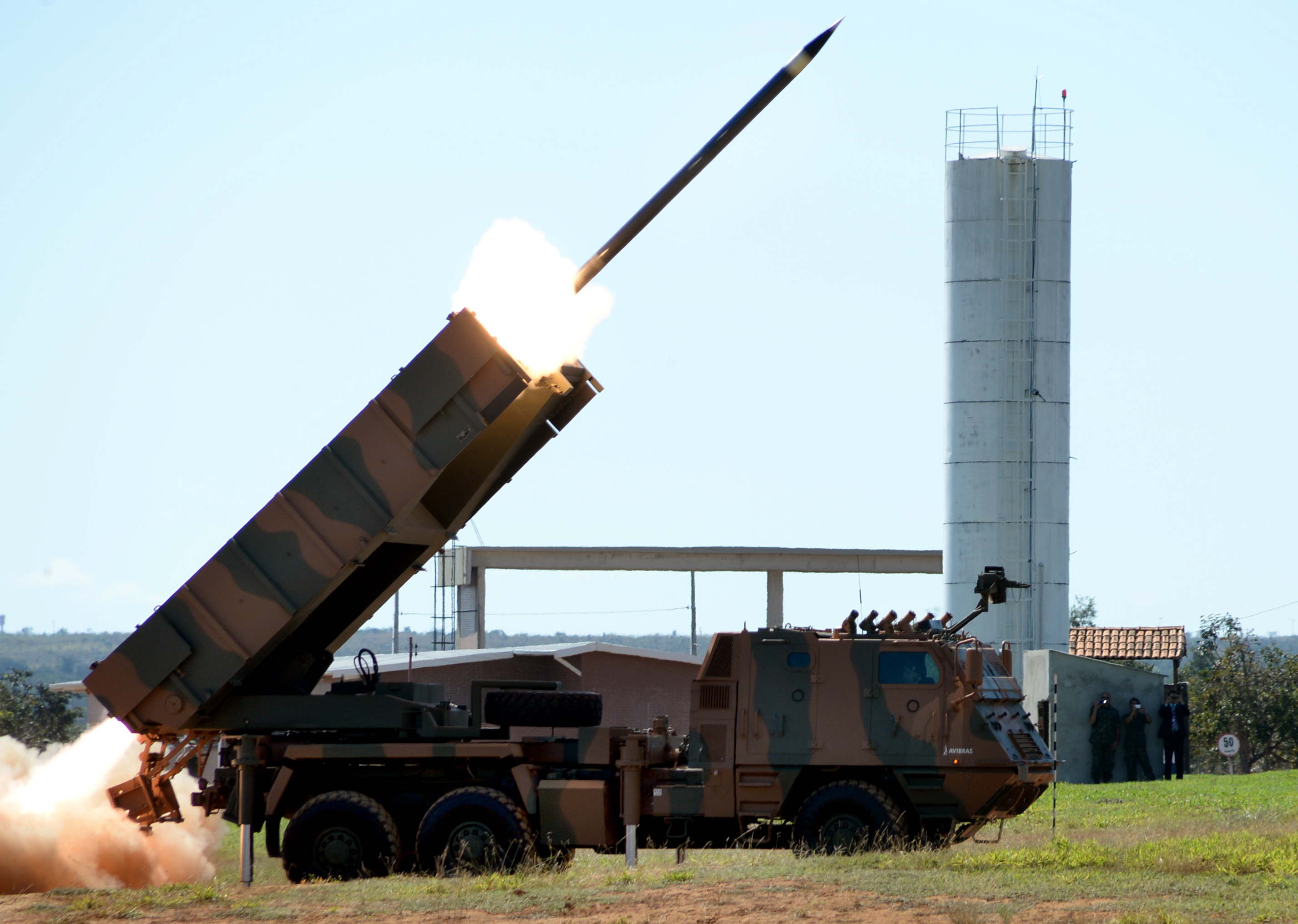
ASTROS II Raketenwerfer beim Abfeuern einer Rakete

| Typ                       | Herkunft               | Funktion                     | Version     | Anzahl  | Anmerkungen |
| ------------------------- | ---------------------- | ---------------------------- | ----------- | ------- | ----------- |
| M109                      | Vereinigte Staaten     | 155-mm-Panzerhaubitze        | A3A5A5+     | 3710032 |             |
| M101M102                  | Vereinigte Staaten     | 105-mm-Haubitze              |             | 233     |             |
| L118 Light Gun            | Vereinigtes Königreich | 105-mm-Haubitze              |             | 40      |             |
| Gebirgshaubitze Modell 56 | Italien                | 105-mm-Haubitze              |             | 63      |             |
| M114                      | Vereinigte Staaten     | 155-mm-Haubitze              |             | 95      |             |
| ASTROS II                 | Brasilien              | 127-mm-Mehrfachraketenwerfer | Mk. 3MMk. 6 | 18      |             |
| L16                       | Vereinigtes Königreich | 81-mm-Mörser                 |             | 453     |             |
| M936 AGR                  | Brasilien              | 81-mm-Mörser                 |             | 715     |             |
| M2 RAIADO                 | Brasilien              | 120-mm-Mörser                |             | 77      |             |

### Panzer- und Flugabwehrwaffen

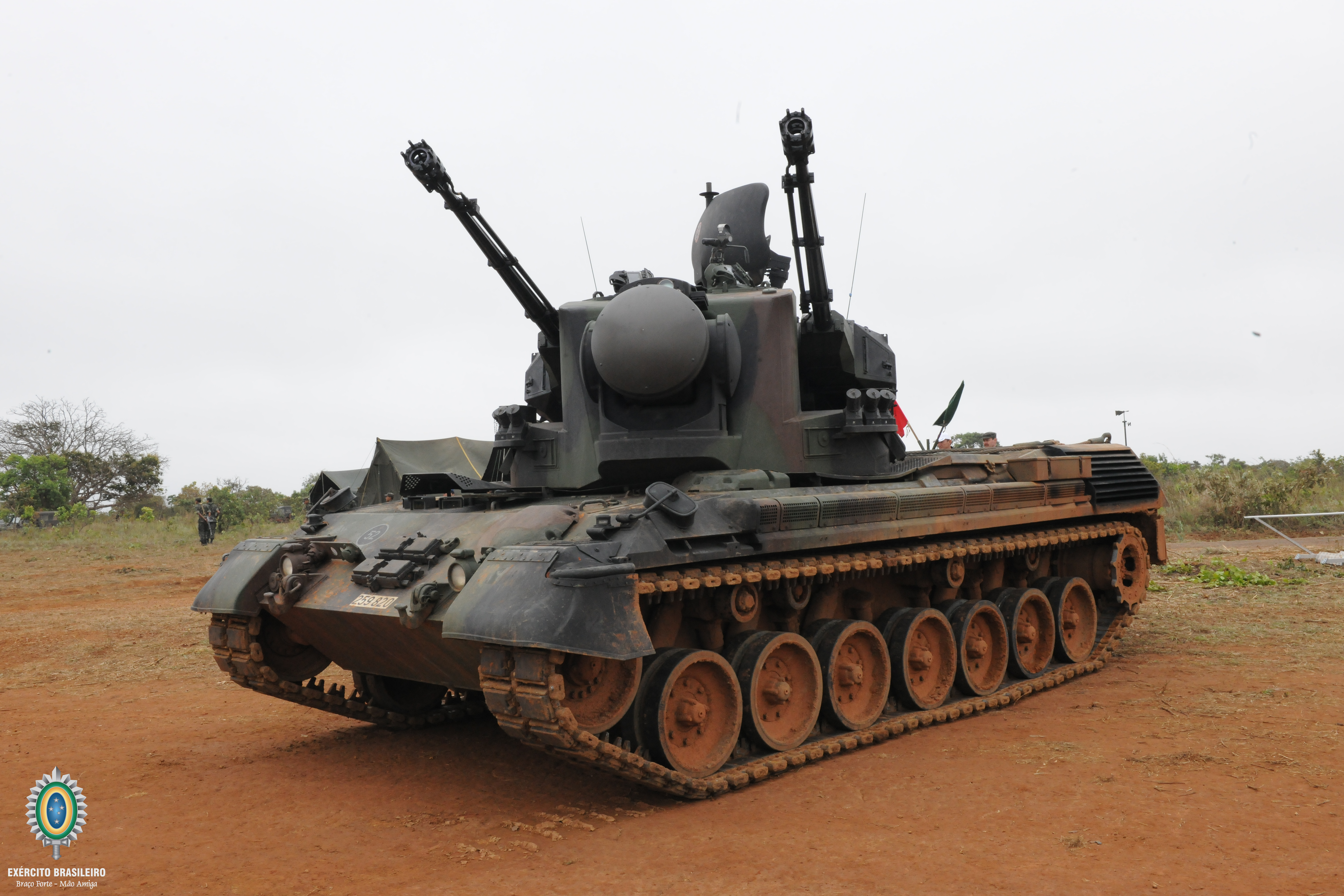
Brasilianischer Flakpanzer Gepard

| Typ                      | Herkunft               | Funktion                | Version    | Anzahl | Anmerkungen                                         |
| ------------------------ | ---------------------- | ----------------------- | ---------- | ------ | --------------------------------------------------- |
| Eryx                     | Frankreich             | Panzerabwehrlenkwaffe   |            |        |                                                     |
| MILAN                    | Frankreich Deutschland | Panzerabwehrlenkwaffe   |            |        |                                                     |
| MSS-1.2                  | Brasilien              | Panzerabwehrlenkwaffe   | AC         |        |                                                     |
| FFV Carl Gustaf          | Schweden               | Reaktive Panzerbüchse   |            |        |                                                     |
| M40                      | Vereinigte Staaten     | Rückstoßfreies Geschütz | A1         | 194    |                                                     |
| Gepard                   | Deutschland            | Flakpanzer              | 1A2        | 34     |                                                     |
| RBS-70                   | Schweden               | MANPADS                 |            |        |                                                     |
| 9K38 Igla                | Sowjetunion            | MANPADS                 | IglaIgla-S |        |                                                     |
| Oerlikon Zwillingskanone | Schweiz                | Flugabwehrkanone        | GDF-001    | 39     | Zum Teil ausgestattet mit Contraves Superfledermaus |
| Bofors-Geschütz          | Schweden               | Flugabwehrkanone        | L/70       | 27     |                                                     |

### Luftfahrzeuge

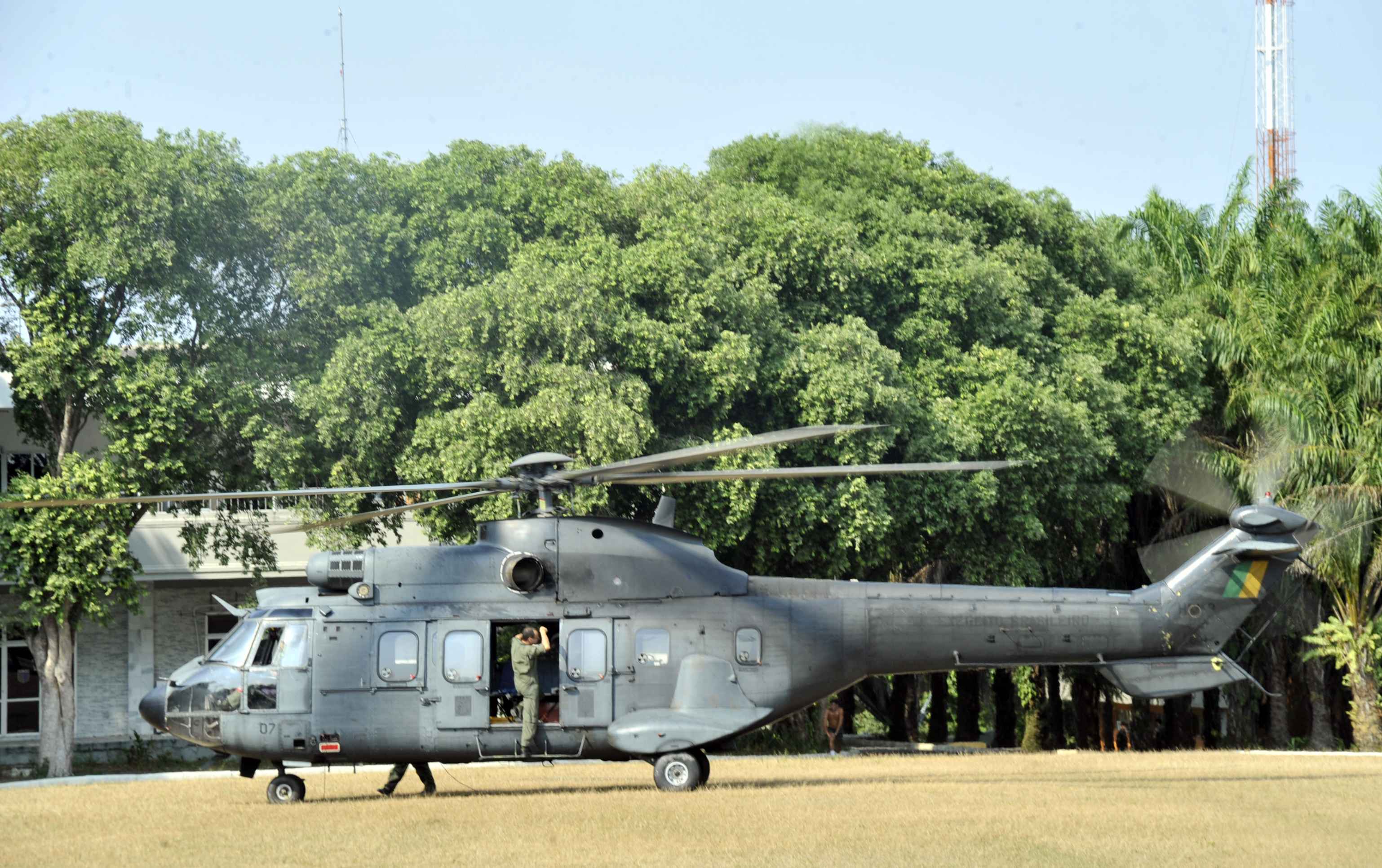
AS532 Cougar des brasilianischen Heeres

| Typ                      | Herkunft                          | Funktion                     | Version      | Anzahl       | Bestellt     | Anmerkungen          |
| Hubschrauber             | Hubschrauber                      | Hubschrauber                 | Hubschrauber | Hubschrauber | Hubschrauber | Hubschrauber         |
| ------------------------ | --------------------------------- | ---------------------------- | ------------ | ------------ | ------------ | -------------------- |
| Eurocopter Dauphin       | Frankreich                        | Mehrzweckhubschrauber        | AS365AS565   | 33           |              |                      |
| Airbus Helicopters H125  | Frankreich                        | Mehrzweckhubschrauber        | H125M        | 33           |              |                      |
| Airbus Helicopters H225M | Frankreich                        | Mehrzweckhubschrauber        |              | 14           | 2            |                      |
| Aérospatiale AS 332      | Frankreich Vereinigtes Königreich | Transporthubschrauber        | H215M        | 8            |              |                      |
| Sikorsky UH-60           | Vereinigte Staaten                | Transporthubschrauber        | S-70UH-60M   | 4            |              | Drei weitere geplant |
| Unbemannte Luftfahrzeuge |                                   |                              |              |              |              |                      |
| XMobots                  | Brasilien                         | AufklärungsdrohneKampfdrohne | Nauru 1000C  |              |              | [ 6 ]                |
| FT Sistemas FT-100 Horus | Brasilien                         | Aufklärungsdrohne            |              |              |              | [ 7 ]                |
| DJI                      | Volksrepublik China               | Aufklärungsdrohne            | PhantomMavic |              |              | [ 8 ]                |